# Torball
Torball ( alemán : goal ball ) es un deporte de equipo para personas ciegas y con problemas de visión. Se juega con equipos de 3 en cancha quienes llevan puesto un antifaz opaco y buscan anotar un gol utilizando una pelota con cascabeles.

## Descripción
Se enfrentan dos equipos de 6 jugadores, 3 jugadores en cancha por lado. En mitad de la cancha se ubican  tres cuerdas extendidas a lo ancho y a una altura de 40 cm. En cada extremo del campo de juego hay una portería que también se extiende a todo lo ancho ( 7 metros) del campo. La pelota de juego es similar a una pelota de voleibol con cascabeles en su interior para que se pueda escuchar cuando rueda por el campo de juego.
El objetivo del juego es marcar tantos goles como sea posible haciendo rodar la pelota por debajo de las tres cuerdas hacia la portería del equipo contrario. Los equipos de tres jugadores son tanto atacantes como defensores durante los dos períodos de cinco minutos. 
Se sanciona penalti si la pelota toca alguna de las 3 cuerdas en mitad de cancha. El jugador sancionado debe abandonar el  juego y los dos jugadores restantes deben intentar defender su portería para un 'tiro' del equipo contrario.

## Normas
Las reglas oficiales del Torball son determinadas por la Federación Internacional de Deportes para Ciegos . 

## Diferencias con el gólbol
Ambos son deportes de interior, con tres jugadores en equipo en un extremo de la cancha y se juegan con una pelota de campana. Las porterías ocupa todo el ancho de la cancha y tienen una altura 1,3 metros. En ambos deportes los jugadores llevan los ojos cubiertos por un antifaz opaco, independientemente de su grado de visión. Cada equipo puede tener seis jugadores.
Las diferencias incluyen:
| Diferencias Torball o Gólbol \| Regla \| Torball \| Gólbol \| \| --------------------------- \| ---------------------------------------------- \| --------------------------- \| \| Circunferencia de la pelota \| 65 a 67 cm \| 75.5 a 78.5 cm \| \| Peso de la pelota \| 500 g. \| 1250 g. \| \| Largo de la cancha \| 16 m \| 18 m \| \| Ancho de la cancha \| 7 m \| 9 m \| \| Portería \| 7 x 1.3 m \| 9 x 1.3 m \| \| Superficie de la cancha \| Alfombras rectangulares (2 x 1 m.) \| Marcas de cinta táctiles \| \| Altura de lanzamiento \| 40 cm Limitado por 3 cuerdas a mitad de cancha \| No \| \| Tiempo de juego neto \| 10 min. (2 tiempos 5 min.) \| 24 min. (2 tiempos 12 min.) \| \| Cantidad de árbitros \| 1 \| 2 \| |                                                |                             |
| Fuente: Manual Torball IBSA Manual Gólbol IBSA |                                                |                             |
| Regla | Torball                                        | Gólbol                      |
| Circunferencia de la pelota | 65 a 67 cm                                     | 75.5 a 78.5 cm              |
| Peso de la pelota | 500 g.                                         | 1250 g.                     |
| Largo de la cancha | 16 m                                           | 18 m                        |
| Ancho de la cancha | 7 m                                            | 9 m                         |
| Portería | 7 x 1.3 m                                      | 9 x 1.3 m                   |
| Superficie de la cancha | Alfombras rectangulares (2 x 1 m.)             | Marcas de cinta táctiles    |
| Altura de lanzamiento | 40 cm Limitado por 3 cuerdas a mitad de cancha | No                          |
| Tiempo de juego neto | 10 min. (2 tiempos 5 min.)                     | 24 min. (2 tiempos 12 min.) |
| Cantidad de árbitros | 1                                              | 2                           |